# Science-Fiction-Jahr 1843
Übersicht

◄◄ | ◄ | 1839 | 1840 | 1841 | 1842 | Science-Fiction-Jahr 1843 | 1844 | 1845 | 1846 | 1847 | ► | ►►

Weitere Ereignisse

## Geboren
- Johannes Bohl
- Ludwig Hevesi (Pseudonym von Ludwig Hirsch; † 1910)
- Bertha von Suttner († 1914)